# 侏儒剪股颖
侏儒剪股颖（学名：Agrostis limprichtii）为禾本科剪股颖属下的一个种。